# Python许可证
Python许可证是一个过时的软件许可协议，由國家研究推進機構（CNRI）创造并曾在2000年用于Python的分发。
Python许可证与BSD许可证类似，虽然同属于自由软件许可证，但在某些版本的措辞上与GNU General Public License（GPL）不兼容 。由此原因，CNRI在2001年废除了该许可证，改用Python软件基金会许可证。

## 发源
Python由吉多·范罗苏姆创作，最初的版权由其雇主荷兰数学和计算机科学研究学会（CWI）持有。在此期间，Python以历史许可声明和免责声明许可的GPL兼容版本分发。在吉多·范罗苏姆到那里工作时，CNRI获得了Python的所有权，并在几年后他们为该语言起草了新的许可证。

## 弃用
Python许可证包含一个条款，声明该许可证由美国弗吉尼亚州管辖，因此与GPL不兼容。
自2001年起，Python改由Python软件基金会许可证许可。